# Carolyn Swords
Carolyn Swords (nascida em 19 de julho de 1989) é uma jogadora norte-americana de basquete. Joga atualmente no Las Vegas Aces, equipe da WNBA. Ela entrou na liga através do draft de 2011.